# Gerbrunn
Gerbrunn település Németországban, azon belül Bajorországban. Lakosainak száma 6640 fő (2023. december 31.).

## Népesség
A település népessége az elmúlt években az alábbi módon változott:
| Lakosok száma | 528  | 1261 | 5843 | 5791 | 6126 | 6239 | 6271 | 6314 | 6465 | 6640 |
|               | 1875 | 1950 | 1975 | 1987 | 2012 | 2014 | 2016 | 2017 | 2021 | 2023 |